# 西宮市歌
「西宮市歌」（にしのみやしか）は、兵庫県西宮市が1946年（昭和21年）に制定した市歌である。作詞・北村正元、作曲・山田耕筰。

## 解説
1925年（大正14年）に市制を施行した西宮市では1935年（昭和10年）に市制10周年を記念して市民音頭「西宮音頭」（西宮市選歌、作曲・松永和夫）が選定されたが、ほどなくして戦時体制へ突入したことにより正式な市歌の制定は太平洋戦争の終結まで持ち越された。
終戦翌年の1946年（昭和21年）、西宮市では市民を対象に歌詞の一般公募を実施し、北村正元の応募作が一等入選に採用される。作曲は依頼により関西学院に在籍経験のある山田耕筰が行い、12月23日付で制定された。武庫郡鳴尾村・有馬郡塩瀬村および山口村を編入合併した1951年（昭和26年）版の市勢要覧では、冒頭に歌詞と楽譜が掲載されて市民への周知が図られている。
全3番の歌詞では1番で茅渟の浦（大阪湾の古称）、2番で灘五郷、3番でえびすの宮（西宮神社）と当時の市域に含まれる名所を過不足なく取り上げているが、制定から5年後の市域拡大は反映されていない。また、戦後間もない時期に作られたため「民生」「自治」「文化」「建設」「平和」などの語句が用いられた復興色の強さはサンフランシスコ講和条約発効により日本が独立を回復した社会情勢の変化に馴染まないと判断され、1955年（昭和30年）には新規の市民歌（後述）を作成したうえで市歌は「主として式典等に利用する」旨の申し合わせが行われた。
その後、西宮市では後述のように様々な市民愛唱歌が作られたが、元から合唱が盛んな地域性を反映して市歌も後発の愛唱歌と並んで取り上げられるようになっている。旋律は2015年（平成27年）12月31日に著作権の保護期間を満了したが、歌詞に関しては作詞者の北村が消息不明のため2012年（平成24年）に刊行された『全国 都道府県の歌・市の歌』において情報提供が呼び掛けられている。

## 西宮市に関連する市歌以外の楽曲
「西宮市民歌」は、1955年（昭和30年）に「日常市民に愛唱され、人々相集れば自から口詠み得る様な軽快で明朗な市民歌」として歌詞の一般公募を実施し、3月25日付で制定された。作詞・難波立夏女、補作・喜志邦三、作曲・徳永秀則。市では日本コロムビアに製造を委託した「西宮市歌」「西宮市民歌」「文教住宅都市西宮の歌」の3曲を収録したシングルCD（GSS-1050）を作成し、合唱指導用に配布していたが「西宮市民歌」のみ市のサイトでは紹介されていない。
「文教住宅都市西宮の歌」は1963年（昭和38年）に西宮市で「文教住宅都市宣言」が採択されたことを記念し、その制定理念普及のために市内在住の詩人で神戸学院大学名誉教授であった喜志邦三に作詞を依頼して浜脇小学校音楽教諭の鎌田廉平が作曲を行った。市のサイトでは市歌と併せて紹介されている。
「愛してますか ふるさとを」は1983年（昭和60年）に兵庫県内で最初の「平和非核都市宣言」が採択されたことを受け、1985年（昭和60年）7月に「西宮市平和の歌」として制定された。作詞・藤原彩子、補作・高田直和、作曲および編曲・小坂務。市のサイトでは市歌とは別に「平和への取組」のページで紹介されている。